# 宮城 (足立区)
宮城（みやぎ）は、東京都足立区の町名。現行行政地名は宮城一丁目および二丁目。住居表示実施済み区域である。

## 地理
宮城は足立区南西部に位置する。北で一級河川隅田川および荒川に面し、西及び南で隅田川に面する。東で小台と隣接する。小台と隣接する東以外の三方を荒川と隅田川とに囲まれた町が宮城である。土地区画整理事業が比較的行き届いており、直線状の道路が多いが、上述のように北・西・南の三方を川で囲まれた閉鎖的地形をしており、橋を渡るか東京都道449号新荒川堤防線を使わずに町域外へ出ることはできない。

### 地価
住宅地の地価は、2025年（令和7年）1月1日の公示地価によれば、宮城1-31-6の地点で26万4000円/m2となっている。

## 歴史
豊島氏の一族で太田資正に仕えた宮城政業の居館が現在の江北橋側の氷川神社にあったとされ、寛永の頃には宮城の村落が出来ていたと考えられている。
かつての宮城村の範囲は広く、村域が現在の扇三丁目まで達していたほか、現在の西新井地区近辺に飛地が存在していた。しかし、荒川放水路の開削によって宮城地区は分断され、足立区が成立する際に荒川より南部が南宮城町、北部が北宮城町と町名が定められた。現在の宮城はこのうち主に南宮城町に属していた範囲に相当する。北宮城町は住居表示の実施によって扇などの他の町名に変更されたが、都営住宅の北宮城アパートと北宮城公園に北宮城の名が残っている。

### 地名の由来
戦国時代に豪族の宮城氏がこの地を領有していたことに由来すると考えられている。

### 沿革
- 1889年5月1日 - 南足立郡宮城村が周辺の村と合併し、江北村が成立。東京府南足立郡江北村大字宮城となる。
- 1932年10月1日 - 南足立郡が東京市足立区となる。宮城は荒川放水路より北部（小字が薄本、猟師田、八反目、高崎の地域）が北宮城町、南部（小字が合ノ谷耕地、居村、前耕地、川端耕地の地域）が南宮城町と定められる。
- 1947年5月1日 - 南宮城町土地区画整理事業施行によって、小台町の一部地域が南宮城町に編入される。
- 1957年11月1日 - 南宮城町土地区画整理事業の完了に伴い、南宮城町全域が宮城町に改名される。
- 1966年4月1日 - 荒川河川敷内を除く宮城町内に住居表示が実施され、宮城一丁目・二丁目が成立し、一部町域は小台二丁目に編入される。
- 1969年8月1日 - 北宮城町の一部に住居表示が実施され、江北一・二・四丁目に編入される。
- 1969年12月1日 - 北宮城町の一部に住居表示が実施され、西新井本町二丁目に編入される。
- 1971年5月1日 - 北宮城町の一部に住居表示が実施され、西新井七丁目に編入される。
- 1974年11月1日 - 北宮城町の一部に住居表示が実施され、扇二・三丁目に編入される。
- 1989年5月15日 - 荒川河川敷内に住居表示が実施され、宮城町・北宮城町の地名が消滅し、小台大門町と宮城町の一部地域が宮城一・二丁目に編入される。

## 世帯数と人口
2025年（令和7年）1月1日現在（足立区発表）の世帯数と人口は以下の通りである。
| 丁目       | 世帯数    | 人口    |
| ---------- | --------- | ------- |
| 宮城一丁目 | 1,874世帯 | 3,537人 |
| 宮城二丁目 | 232世帯   | 454人   |
| 計         | 2,106世帯 | 3,991人 |

### 人口の変遷
国勢調査による人口の推移。
| 年                 | 人口  |
| ------------------ | ----- |
| 1995年（平成7年）  | 4,648 |
| 2000年（平成12年） | 4,395 |
| 2005年（平成17年） | 4,024 |
| 2010年（平成22年） | 4,067 |
| 2015年（平成27年） | 4,230 |
| 2020年（令和2年）  | 4,184 |

### 世帯数の変遷
国勢調査による世帯数の推移。
| 年                 | 世帯数 |
| ------------------ | ------ |
| 1995年（平成7年）  | 1,829  |
| 2000年（平成12年） | 1,891  |
| 2005年（平成17年） | 1,851  |
| 2010年（平成22年） | 2,011  |
| 2015年（平成27年） | 1,986  |
| 2020年（令和2年）  | 2,060  |

## 学区
区立小・中学校に通う場合、学区は以下の通りとなる（2023年4月時点）。なお、足立区では学校選択制度を導入しており、区内全域から選択することが可能。ただし、小学校に関しては、2018年（平成30年）度から学区域または学区域に隣接する学校のみの選択になる。
- 区域 : 一丁目、二丁目　各全域
  - 小学校 : 足立区立宮城小学校
  - 中学校 : 足立区立江南中学校

## 事業所
2021年（令和3年）現在の経済センサス調査による事業所数と従業員数は以下の通りである。
| 丁目       | 事業所数  | 従業員数 |
| ---------- | --------- | -------- |
| 宮城一丁目 | 133事業所 | 1,427人  |
| 宮城二丁目 | 25事業所  | 333人    |
| 計         | 158事業所 | 1,760人  |

### 事業者数の変遷
経済センサスによる事業所数の推移。
| 年                 | 事業者数 |
| ------------------ | -------- |
| 2016年（平成28年） | 153      |
| 2021年（令和3年）  | 158      |

### 従業員数の変遷
経済センサスによる従業員数の推移。
| 年                 | 従業員数 |
| ------------------ | -------- |
| 2016年（平成28年） | 1,528    |
| 2021年（令和3年）  | 1,760    |

## 交通

### 道路・橋梁
江北橋を渡れば扇へ、東京都道449号新荒川堤防線を東へ進めば小台地区を千住へ、逆に北へ進めば新田で東京都道318号環状七号線（環七通り）へ、豊島橋を渡れば北区豊島を経て国道122号（北本通り）へ、東京都道307号王子金町江戸川線（日産通り）を経由して王子駅へ至る。
- 首都高速中央環状線
- 東京都道307号王子金町江戸川線
- 東京都道449号新荒川堤防線
- 江北橋
- 豊島橋

### バス
都営バスが運行している。江北橋を渡る東43系統（東京駅 - 荒川土手、江北駅・豊島五丁目団地 - 駒込病院）・王40甲系統（池袋駅東口 - 西新井駅）、荒川の土手を走行する王45系統（王子駅 - 北千住駅）、宮城の町域を循環する王40丙系統（王子駅 - 宮城循環）がある。
また、足立区のコミュニティバス「はるかぜ8号」の宮03系統（北千住駅 - 小台・宮城循環、新日本観光自動車運行）が循環している。
なお、一丁目には大手観光バス事業者である東京バス足立営業所と日の丸自動車興業東京営業所が並んで設置されている。

## 施設
行政
- 東京都下水道局みやぎ水再生センター

教育
- 足立区立宮城小学校
- 足立区立江南中学校

企業
- 城北信用金庫　宮城支店
- 田島ルーフィング株式会社　宮城工場
- パーカーエンジニアリング株式会社　R&Dセンター
- 株式会社しまや出版　足立本社・工場

その他
- 軽自動車検査協会足立支所
- 足立宮城郵便局

## 史跡
- 氷川神社
- 地蔵院

## その他

### 日本郵便
- 郵便番号 : 120-0047[3]（集配局 : 足立郵便局[16]）。

## 関連文献
- 「宮城村」『新編武蔵風土記稿』 巻ノ136足立郡ノ2、内務省地理局、1884年6月。NDLJP:763997/40。